# Infernus
Roger Tiegs (n. 18 iunie 1972), mai bine cunoscut sub numele de scenă Infernus, este chitaristul și unicul fondator al formației norvegiene de black metal Gorgoroth. De asemenea este fondatorul și patronul casei de discuri Forces of Satan Records.

## Biografie
Infernus și-a început cariera muzicală în 1992, la vârsta de 20 ani. În acest an el a înființat formația de black metal Gorgoroth. Trei ani mai târziu Infernus rămăsese singurul membru original, Hat și Goat Pervertor părăsind formația pe parcurs. În 1995 Infernus s-a alăturat formației Borknagar; un an mai târziu, în 1996, Infernus a părăsit formația. Tot în 1996 Infernus împreună cu Tormentor, Grutle Kjellson și Ivar Bjørnson au înființat formația Desekrator (thrash metal), formație care între timp s-a desființat. În 2002 Infernus împreună cu Tormentor, Dirge Rep și Taipan au înființat formația Orcustus; șase ani mai târziu, în 2008, Infernus a părăsit formația.
În 2004, în urma unui concert care a avut loc în Cracovia, Polonia, membrii Gorgoroth, inclusiv Infernus, au fost acuzați de "ofensarea sentimentului religios" (considerată infracțiune în Polonia) și rele tratamente aplicate animalelor. În 2005 Infernus a fost condamnat la trei ani de închisoare pentru un viol care a avut loc un an mai devreme. Infernus a făcut apel împotriva sentinței; în 2006, în urma apelului, Infernus a fost achitat de acuzația de viol, dar a fost găsit vinovat de complicitate la viol. În martie 2007 Infernus a fost eliberat din închisoare.
Înainte să intre la închisoare, în iunie 2006, Infernus a înființat casa de discuri Forces of Satan Records, o subsidiară Regain Records. Primul material discografic lansat prin această casă de discuri a fost EP-ul Bergen 1996, lansat inițial în 1996 cu titlul The Last Tormentor; cele două EP-uri sunt identice în afară de titlu și copertă.
În octombrie 2007 Gaahl și King ov Hell l-au concediat pe Infernus din Gorgoroth, motivul fiind lipsa de implicare a acestuia în efortul creativ al formației. În decembrie 2007 autoritățile norvegiene au acordat dreptul de utilizare al numelui și logo-ului Gorgoroth lui Gaahl și King ov Hell. Infernus a atacat în justiție această decizie. În locul lui Infernus a venit Teloch, iar în cursul anului 2008 formația a concertat în această formulă în diverse locații. În acest timp Infernus recruta muzicieni pentru a-i înlocui pe Gaahl și King ov Hell în propria versiune a formației; astfel, în locul lui Gaahl a revenit Pest, iar în locul lui King ov Hell a venit Frank Watkins de la Obituary. În martie 2009 justiția a decis că proprietarul de drept al numelui și logo-ului Gorgoroth este Infernus. În plus s-a decis și faptul că, prin încercarea de a-l concedia pe Infernus din formație, Gaahl și King ov Hell s-au concediat de fapt pe ei înșiși. De asemenea s-a specificat și faptul că Infernus nu poate fi exclus din formație decât dacă el însuși decide să renunțe.
Infernus cântă împreună cu Tormentor în Norwegian Evil, o formație tribut Von (considerată a fi prima formație black metal din Statele Unite).
După cum el însuși afirmă, Infernus este un adept al satanismului tradițional, adică venerarea lui Satan ca divinitate, fiind împotriva satanismului modern care îl percepe pe Satan ca pe un simbol al individualismului. Într-un interviu din 2009 Infernus explică:
"Sunt un satanist religios devotat. ... Pentru mine satanismul reprezintă aspirația spre bunătate și libertate. Unii vor înțelege asta, alții nu."
Totuși, în alt interviu, luat 3 ani mai devreme, în 2006, Infernus afirmă că privește conceptele de bine și rău într-un mod diferit față de creștini.
Infernus e un admirator al lui Friedrich Nietzsche, spunând despre acesta că "mi-a îmbogățit lumea din multe puncte de vedere". Prin intermediul lui Infernus, influența lui Nietzsche s-a manifestat în muzica lui Gorgoroth.

## Discografie
cu Gorgoroth
Informații suplimentare: Gorgoroth#Discografie
cu Borknagar
- Borknagar (Album de studio) (1996)

cu Desekrator
- Metal for Demons (Album de studio) (1998)

cu Orcustus
- Demo 2002 (Demo) (2003)
- World Dirtnap (EP) (2003)
- Wrathrash (EP) (2005)
- Orcustus (Album de studio) (2009)